# Cynodontidae

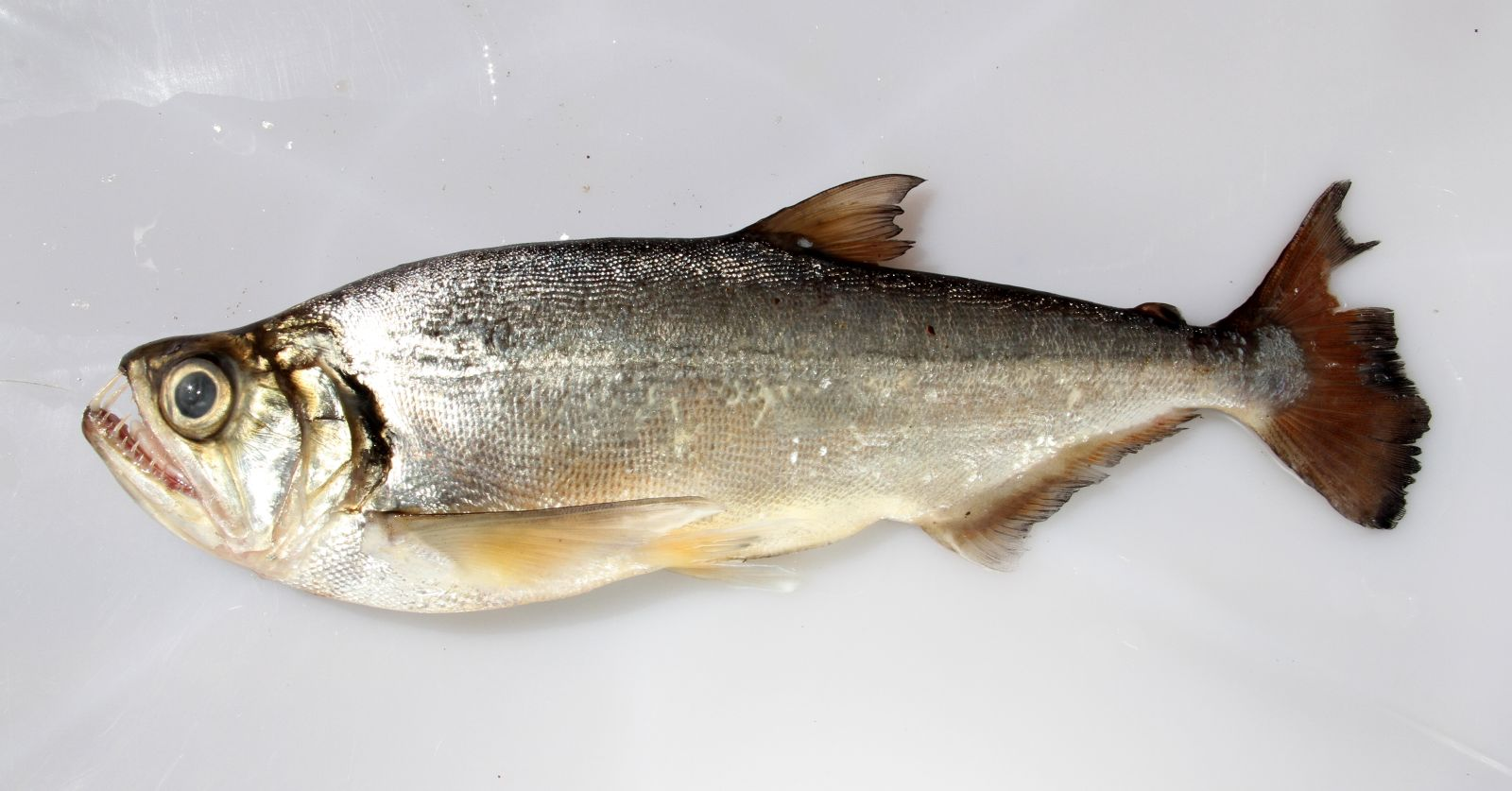
Hydrolycus tatauaia

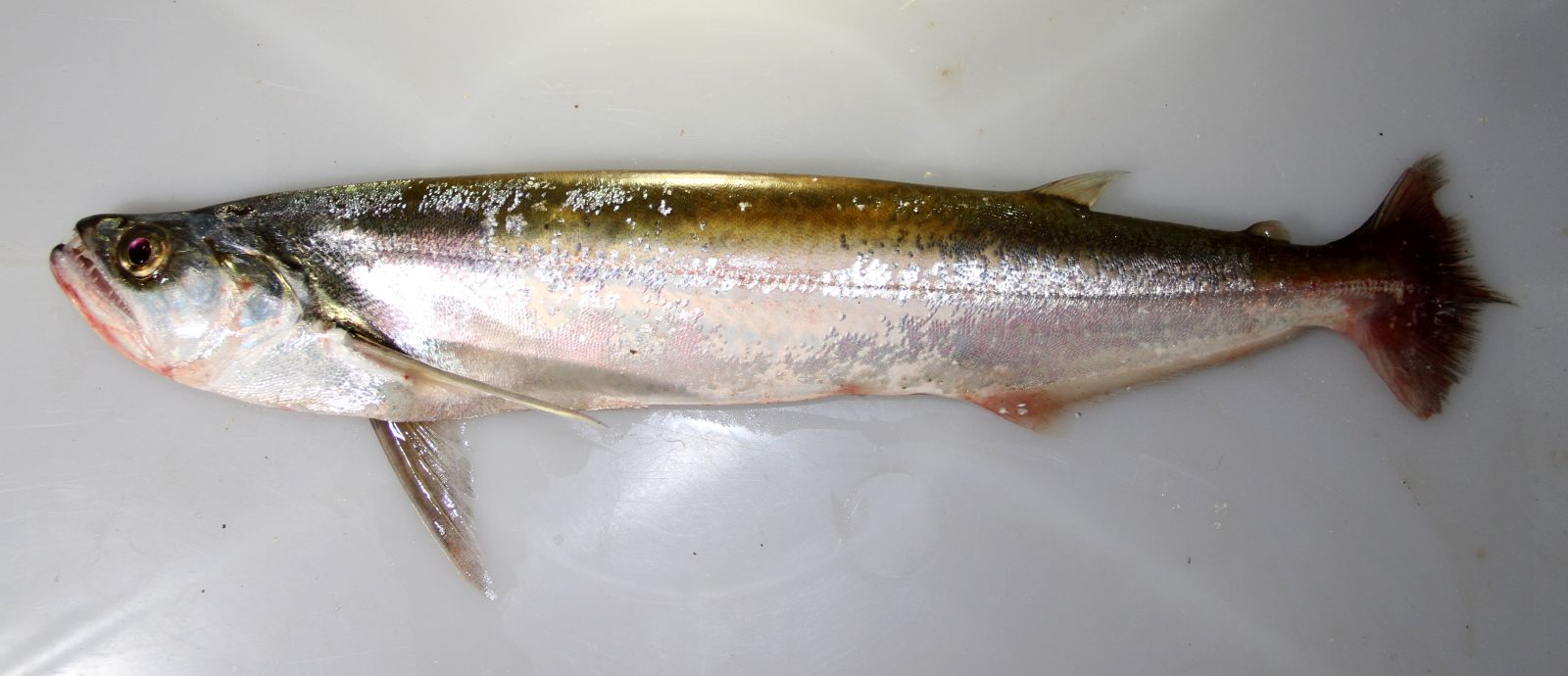
Rhaphiodon vulpinus

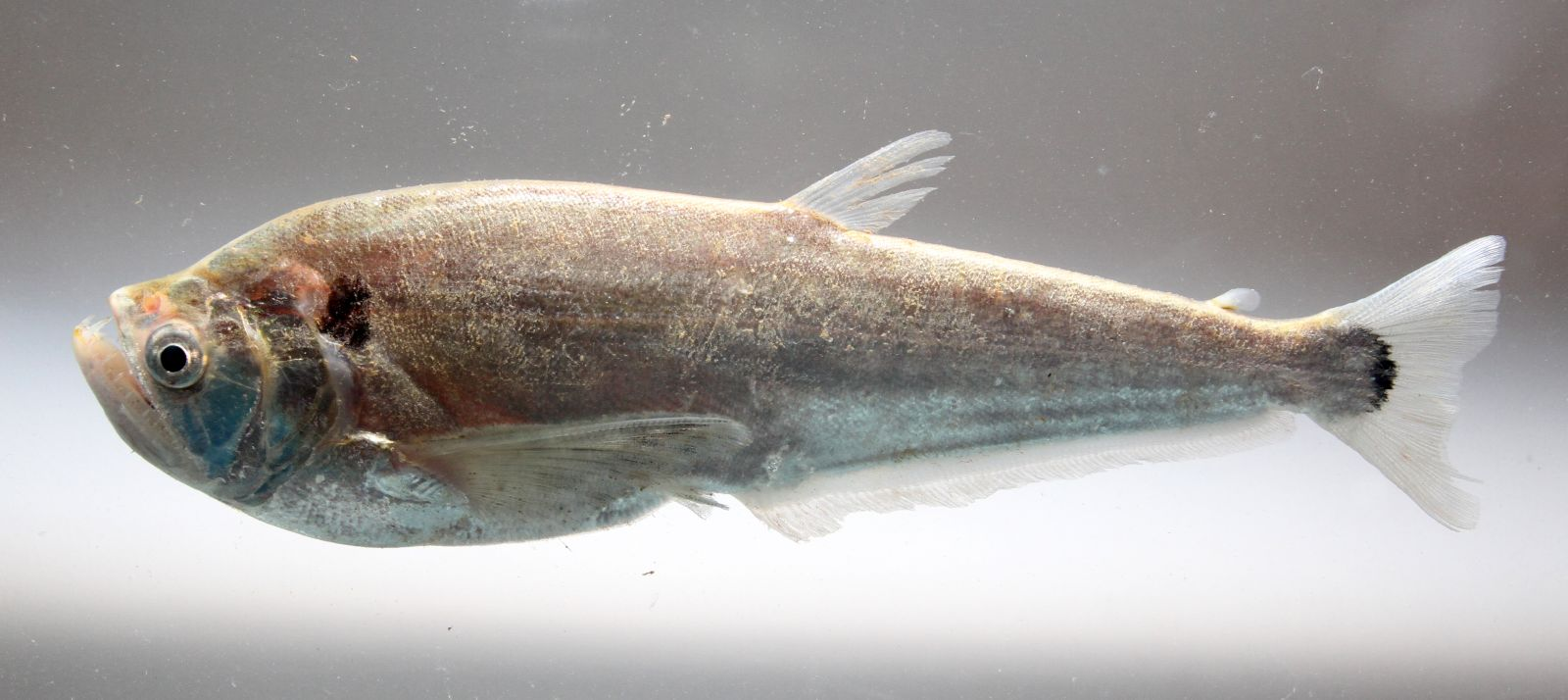
Cynodon gibbus

I Cynodontidae sono una famiglia di pesci ossei d'acqua dolce appartenenti all'ordine Characiformes endemica dell'America meridionale.

## Distribuzione e habitat
Questa famiglia è endemica delle regioni tropicali dell'America meridionale. Sono particolarmente diffusi nei fiumi dell'Amazzonia come Rio delle Amazzoni, Rio Negro e Orinoco.
Popolano fiumi, laghi e foreste inondate trattenendosi negli strati superiori dell'acqua.

## Descrizione
Questi pesci hanno aspetto caratteristico e piuttosto diverso dagli altri Characiformes. La loro caratteristica più evidente è la bocca, molto ampia ed armata di vistosi ed acuminati denti canini. Le pinne pettorali sono particolarmente ampie. La pinna dorsale è piccola ed inserita molto posteriormente, è seguita da una piccola pinna adiposa. La pinna caudale è ampia e tronca, la pinna anale è piuttosto lunga.

### Alimentazione
Sono predatori che si cibano principalmente di altri pesci.

## Pesca
Le carni non sono molto apprezzate per cui non sono soggetti a tecniche mirate di pesca professionale. Sono invece apprezzati dai pescatori sportivi (soprattutto gli Hydrolycus) per la strenua resistenza che oppongono alla cattura.

## Specie
- Genere Cynodon
  - Cynodon gibbus
  - Cynodon meionactis
  - Cynodon septenarius
- Genere Hydrolycus
  - Hydrolycus armatus
  - Hydrolycus scomberoides
  - Hydrolycus tatauaia
  - Hydrolycus wallacei
- Genere Rhaphiodon
  - Rhaphiodon vulpinus